# Jamila Afghani
Jamila Afghani (persa: جمیله افغانی)  (Kabul, 1976) és una activista afganesa. És directora de l'organització NECDO (Noor Educational and Capacity Development – Organització per al Desenvolupament Educatiu i de Capacitats), ONG que treballa en l'assistència a dones, nenes i nens. NECDO es dedica a la capacitació i direcció d'activitats educatives en el si de la comunitat, inclòs l'establiment de biblioteques. Des de l'any 2000 Jamila Afghani ha estat treballant com a activista en temes relacionats amb gènere i drets humans des de la perspectiva islàmica i com a consultora d'organitzacions nacionals i internacionals donant suport a la gestió i la planificació estratègica. Jamila Afghani fa incidència sobre els problemes vinculats als drets de la dona dins d'una perspectiva islàmica a través dels mitjans de comunicació, taules rodones, debats en grup, tallers i seminaris.